# Серебряная партия
Серебряная партия (англ. Silver Party) — бывшая политическая партия Соединённых Штатов Америки (США).

## История
«Серебряная партия» существовала с 1892 по 1911 год и была наиболее успешной в штате Невада, поддерживала политику биметаллизма и «Движения за свободную чеканку серебряных монет».
В 1892 году несколько кандидатов от «Серебряной партии» были избраны на государственные должности в Неваде. Успех партии в штате продолжался на протяжении всего десятилетия и завершился избранием губернаторами Джона Джонса Эванса и Рейнгольда Садлера. Невада была единственным штатом, избравшим представителей Сената и Конгресса от «Серебряной партии».
На национальном уровне «Серебряная партия» сотрудничала с «Популистской партией» и с «Серебряной республиканской партией». К 1902 году большинство сторонников «Серебряной партии» в Неваде присоединились к «Демократической партии» штата.

## Известные члены
- Уилльям Моррис Стьюарт — сенатор от штата Невада[4];
- Джон Персиваль Джонс — сенатор от штата Невада;
- Джон Эванс Джонс — губернатор Невады (1895—1896);
- Рейнгольд Садлер — вице-губернатор Невады (1895—1896) и губернатор Невады (1896—1903);
- Джон Спаркс — губернатор Невады (1903—1908);
- Денвер Дикерсон — вице-губернатор Невады (1907—1908) и губернатор Невады (1908—1911);
- Джон Грегович — член Сената Невады (1894—1898);
- Джеймс Янси Кэллахан — делегат Конгресса от территории Оклахома.